# 小行星65407
小行星65407是一顆「達摩克型」小行星，於2002年被發現。它的軌道頗為特別，其公轉方向與大型行星相反。
這顆小行星的絕對星等為12.43等。